# Dolany (Észak-plzeňi járás)
Dolany település Csehországban, az Észak-plzeňi járásban. Dolany Chrást, Zruč-Senec, Druztová, Česká Bříza, Nadryby és Hromnice településekkel határos. Lakosainak száma 297 fő (2024. január 1.).

## Népesség
A település lakosságának változását az alábbi diagram mutatja:
| Lakosok száma | 418  | 476  | 450  | 372  | 283  | 227  | 295  | 289  | 287  | 297  |
|               | 1869 | 1890 | 1921 | 1950 | 1980 | 2001 | 2017 | 2019 | 2022 | 2024 |